# Ciprsko kraljestvo
Ciprsko kraljestvo je bilo križarska država na otoku Cipru v visokem in poznem srednjem veku od leta 1192 do 1489. V kraljestvu je vladala rodbina Lousignanov, ki je izvirala iz Poitouja pri Lusignanu v zahodni Franciji.

## Zgodovina
Otoku Cipru je vladal lokalni povzpetnik in samozvani cesar Bizantinskega cesarstva Izak Komnen, dokler ga ni leta 1191 med tretjo križarsko vojno osvojil Rihard I. Angleški. Rihard ga je prodal templjarjem, templjarji pa leta 1192 Guyu Lusignanskemu, jure uxoris kralju Jeruzalemskega kraljestva. Guyev brat in naslednik Amalrik I. Ciprski je dobil kraljevski naslov in krono od cesarja Svetega rimskega cesarstva Henrika VI.. 
Oblast na Cipru je bila v rokah maloštevilne katoliške manjšine, ki je živela predvsem v nekaterih obalnih mestih, na primer v Famagusti, in v tradicionalni prestolnici Nikoziji. Podeželje je bilo naseljeno z večinskim grškim pravoslavnim prebivalstvom. Razmere so bile zelo podobne tistim v Jeruzalemskem kraljestvu. Neodvisna pravoslavna ciprska cerkev s svojim nadškofom, ki ni bila podrejena nobenemu patriarhu, je imela pravico ostati na otoku, vendar je njeno vlogo večinoma prevzela katoliška cerkev, ki je dobila tudi večino njenih posesti. 
Po Amalrikovi smrti je imelo kraljestvo vrsto mladoletnih kraljev, za katere so kot regenti vladali člani družine Ibelin. Ibelini so bili pred propadom Jeruzalemskega kraljestva najmočnejša družina v Jeruzalemu. Leta 1229 je cesar Svetega rimskega cesarstva Friderik II. Hohenstaufen pregnal enega od regentov iz družine Ibelin in na otok prenesel spor med Gvelfi in gibelini. Friderikovi privrženci so bili leta 1233 poraženi, v Jeruzalemskem kraljestvu in Svetem rimskem cesarstvu pa so se obdržali še dolgo časa. Staufovci so v Jeruzalemskem kraljestvu vladali vse do leta 1268, ko je Hugo III. Ciprski po smrti Konrada III. Jeruzalemskega zase zahteval naslov jeruzalemskega kralja in ozemlje okoli Akona in tako združil obe kraljestvi. Ozemlje v Palestini je bilo dokončno izgubljeno leta 1291 med vladanjem Henrika II., naslov jeruzalemskega kralja pa so si ciprski kralji še naprej lastili. 
Ciper je imel po zgledu na Jeruzalem Vrhovni svet (Haute Cour), ki je imel manj moči kot jeruzalemski. Otok je bil bogatejši in bolj fevdalen kot Jeruzalem, zato so imeli kralji več zasebnega premoženja in so lahko Vrhovni svet ignorirali. Najbogatejša družina na otoku so bili zelo razvejani Ibelini. Ciprski kralji so bili pogosto v sporih z italijanskimi trgovci, predvsem zato, ker je po padcu Akona leta 1291 Ciper postal najpomembnejše središče evropske trgovine z Afriko in Azijo.  
Kraljestvo je vedno bolj izgubljalo svojo samostojnost, dokler ni v 14. stoletju prišlo pod oblast genovskih trgovcev. Ciper se je zato v veliki shizmi postavil na stran avignonskih papežev v upanju, da bodo Francozi pregnali Italijane. Otok je leta 1426 postal tributarno kraljestvo egiptovskih Mamelukov. Njegovi vladarji so postopoma izgubili skoraj vso neodvisnost, dokler ni leta 1489 zadnja kraljica Katarina Cornaro Ciper prodala Benetkam.

## Seznam ciprskih kraljev
- Guy Lusignanski (1192–1194)
- Amalrik Lusignanski (1194–1205)
- Hugo I. (1205–1218)
- Henrik I. (1218–1253)
- Hugo II. (1253–1267)
- Hugo III. (1267–1284)
- Ivan I. (1284–1285)
- Henrik II. (1285–1324) 
  - Amalrik Tirski (1306–1310), regent in uzurpator
- Hugo IV. (1324–1359)
- Peter I. (1359–1369)
- Peter II. (1369–1382)
- Jakob I. (1382–1398)
- Janus (1398–1432)
- Ivan II. (1432–1458)
- Šarlota (1458–1464) in 1459–1464 skupaj z možem Ludvikom Savojskim
- Jakob II. (1464–1473)
- Jakob III. (1473–1474)
- Katarina Cornaro (1474–1489)

## Pretendenti na ciprski prestol
- Evgen Matej Armenski (148?–1523), za katerega so njegovi potomci trdili, da je nezakonski sin kralja Jakoba II. Ciprskega.
- Šarlota  († 1487) in Ludvik († 1482), kraljica in njen soprog; Šarlota se je leta 1482 odpovedala kandidaturi v korist
- Karla I. Savojskega (1482–1490), pravnuka Janusa Ciprskega, sina njenega prvega bratranca in drugega bratranca Jakoba III.
- Karel II. Savojski (1490–1496)
- Jolanda Luiza Savojska (1496–1499) in Filibert II. Savojski († 1504)
- Filip II. Savojski (1496–1497), oče Filiberta II, prastric Karla II. in Jolande Luize, prvi nečak Šarlote in vnuk Janusa Ciprskega
- in mnogi drugi.

Po letu 1476 so bile zahteve tako raznolike in neprepričljive, da so razni monarhi iskali bivše ciprske kraljice, da bi nasledili njihove pravice. Celo v Beneški republiki so se nekaj časa ukvarjali z idejo, da bi pravico do ciprske krone prenesli na grofa  Anthonyja Woodvilla, svaka angleškega kralja Edvarda IV., tako da bi odkupili pravice od bivših ciprskih kraljic Šarlote in Katarine Cornaro. Leta 1476 so na shodu v Benetkah že razglasili Anthonyja za naslednika združenega Jeruzalemsko-ciprskega kraljestva, razglasa pa niso udejanili, ker je kandidat pred poroko s sestro škotskega kralja Jakoba Stuarta umrl. Kraljici sta zato svoje pravice prenesli na druge kandidate: Šarlota na italijansko rodbino Savojcev, Katarina Cornaro pa na Beneško republiko, ki je branila svoje zahteve kot republika in je bila celo brez kandidata za bodočega kralja.   

## Nadaljnja literatura
- Carr, Annemarie (1995). Art in the Court of the Lusignan Kings
- Coureas, Nicholas (2016). Latin Cyprus and its Relations with the Mamluk Sultanate, 1250-1517
- Coureas, Nicholas (2017). The Lusignan Kingdom of Cyprus and the Sea 13th-15th Centuries
- Edbury, Peter W. (1991). The Kingdom of Cyprus and the Crusades, 1191-1374. Cambridge University.
- Hill, George (1948). A History of Cyprus. Zv. II. The Frankish period 1192–1432. Cambridge University.
- Kyriacou, Chrysovalantis (2018). Orthodox Cyprus under the Latins, 1191–1571: Society, Spirituality, and Identities. Lexington Books.
- William Stubbs, »The Medieval Kingdoms of Cyprus and Armenia«, Seventeen lectures on the study of medieval and modern history and kindred subjects, Wikipodatki Q107247875
- Rogge; Sabine; Grünbart; Michael, ur. (2015). Medieval Cyprus: A Place of Cultural Encounter. Waxmann.